# Stanislaw Gentschew
Stanislaw Gentschew (bulgarisch Станислав Генчев; * 20. März 1981 in Weliko Tarnowo) ist ein bulgarischer ehemaliger Fußballspieler.

## Karriere
Die Karriere von Gentschew begann im Jahr 1998 beim bulgarischen Spitzenklub Lewski Sofia, wo er sich zunächst nicht durchsetzen konnte. Im Herbst 1999 wurde er deshalb an den Ligakonkurrenten Spartak Warna ausgeliehen, wo er in der Saison 1999/2000 häufiger zum Einsatz kam. Nach der Rückkehr nach Sofia wurde erneut ein Leihgeschäft vereinbart – diesmal mit Welbaschd Kjustendil. Dort etablierte er sich als Stammspieler. Nach seiner Rückkehr im Frühjahr 2001 konnte er sich auch bei Lewski durchsetzen. Ihm gelang es jedoch in den Folgejahren nicht, seinen Platz im Team dauerhaft zu verteidigen. Mit den Meisterschaften 2001 und 2002 sowie den Pokalsiegen 2002 und 2003 gewann er seine ersten Titel.
Im Sommer 2003 wurde Gentschew zum dritten Mal ausgeliehen und stand in der Saison 2003/04 bei Tscherno More Warna unter Vertrag. Im Sommer 2005 verließ er Lewski und wechselte zum Ligakonkurrenten Litex Lowetsch. War er in der Saison 2005/06 noch Stammspieler, kam er in den folgenden beiden Jahren nicht mehr zum Zuge. Im Jahr 2008 wechselte er zum FC Vaslui in die rumänische Liga 1. Dort wurde er sowohl unter Viorel Hizo als auch unter dessen Nachfolger Viorel Moldovan zum unumstrittenen Stammspieler und konnte diesen Status in den folgenden Jahren verteidigen. Lediglich in der Spielzeit 2009/10 musste er für einige Spiele pausieren. Auch das Pokalfinale 2010 verpasste er.
Im Sommer 2011 kehrte Gentschew nach Bulgarien zurück und schloss sich dem Aufsteiger Ludogorez Rasgrad an. Mit Rasgrad konnte er die Saison 2011/12 als Meister abschließen und gewann gleichzeitig den bulgarischen Pokal. Die Meisterschaft konnte er mit seinem Team ein Jahr später verteidigen. Im Sommer 2013 wechselte er zu Ligakonkurrent Litex Lowetsch, kam dort in der Hinrunde 2013/14 aber nur auf fünf Einsätze. In der Winterpause schloss er sich dem zyprischen Klub AEL Limassol an. Mit AEL verpasste er am Ende der Spielzeit 2013/14 aufgrund der schlechteren Tordifferenz den Gewinn der Meisterschaft. Anschließend wechselte er zu Slawia Sofia zurück nach Bulgarien. Nachdem er in der zweiten Hälfte der Saison 2014/15 nicht mehr zum Zuge gekommen war, schloss er sich Aufsteiger PFK Montana an. Im Sommer 2016 heuerte er beim SFK Etar Weliko Tarnowo in der B Grupa an und beschloss seine Karriere nach der Saison.

### Nationalmannschaft
Gentschew gehört dem erweiterten Kader der bulgarischen Nationalmannschaft an und kommt bisher auf sieben Einsätze.

## Erfolge
- Bulgarischer Meister: 2001, 2002, 2012, 2013
- Bulgarischer Pokalsieger: 2002, 2003, 2012